# Saint-Cirgues-la-Loutre
Saint-Cirgues-la-Loutre település Franciaországban, Corrèze megyében. Lakosainak száma 179 fő (2022. január 1.). Saint-Cirgues-la-Loutre Cros-de-Montvert, Rouffiac, Saint-Geniez-ô-Merle, Saint-Julien-aux-Bois és Saint-Privat községekkel határos.

## Népesség
A település népessége az elmúlt években az alábbi módon változott:
| Lakosok száma | 362  | 267  | 230  | 194  | 175  | 175  | 176  | 174  | 172  | 179  |
|               | 1968 | 1982 | 1990 | 2006 | 2013 | 2015 | 2017 | 2019 | 2020 | 2022 |